# Oyo Rooms
Pour les articles homonymes, voir Oyo.
Oyo Rooms (stylisé OYO) est un groupe hôtelier indien.

## Historique
En 2012, Ritesh Agarwal lance sa société Oravel Stays, pour permettre l'inscription et la réservation d'hébergements économiques. Après avoir entrepris des mois de recherche et séjourné dans divers gîtes touristiques, maisons d'hôtes et petits hôtels à travers l'Inde, il renomme sa société « OYO » en 2013.
En 2016, OYO compte 26 instituts de formation à travers l'Inde, à destination des étudiants indiens qui se forment aux métiers de l'hôtellerie.
En 2018, OYO rentre pour la première fois dans le classement des plus importantes sociétés hôtelières du monde, après cinq ans d'existence. Avec sa capacité d'accueil de 515 144 chambres et 17 344 hôtels, OYO devient le 8e groupe hôtelier mondial en 2018.
En 2019, OYO compte plus de 17 000 employés à travers le monde,,.
En 2020, OYO devient le deuxième plus grand groupe hôtelier du monde, derrière Marriott International. En 2021, le groupe redescend à la neuvième place du classement mondial, après avoir perdu plus de la moitié de ses chambres en exploitation.
En août 2024, OYO fait l’acquisition de la start-up française Checkmyguest pour consolider sa position sur le marché européen et diversifier son offre. En septembre 2024, Oyo annonce l'acquisition de Motel 6 à un fonds d'investissement pour 525 millions de dollars.